# Radovan Vlajković

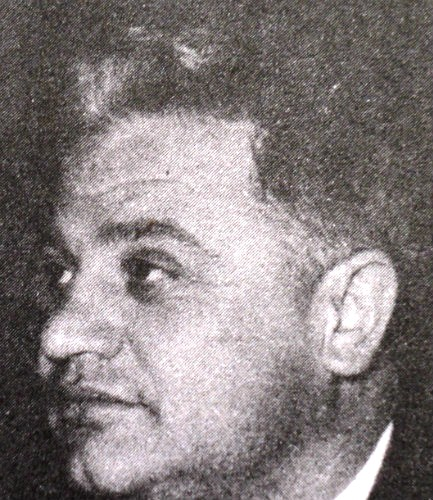

Radovan Vlajkovic (em cirílico sérvio: Радован Влајковић; 18 de Novembro de 1922 – 12 de Novembro de 2001) foi um político iugoslavo que atuou como Presidente da Presidência Coletiva da Iugoslávia de 1985 até 1986. Ele também foi Presidente da Assembleia da Voivodina de 1963 a 1967.